# Tábor
Pour les articles homonymes, voir Thabor.
Tábor (en allemand : Tabor) est une ville de la région de Bohême-du-Sud, en Tchéquie, et le chef-lieu du district de Tábor. Sa population s'élevait à 34 356 habitants en 2025.

## Géographie
La ville se situe dans le sud de la région historique de Bohême. Elle est arrosée par la rivière Lužnice et se trouve à 18 km au nord de Soběslav, à 51 km au nord-nord-est de České Budějovice et à 76 km au sud-sud-est de Prague.

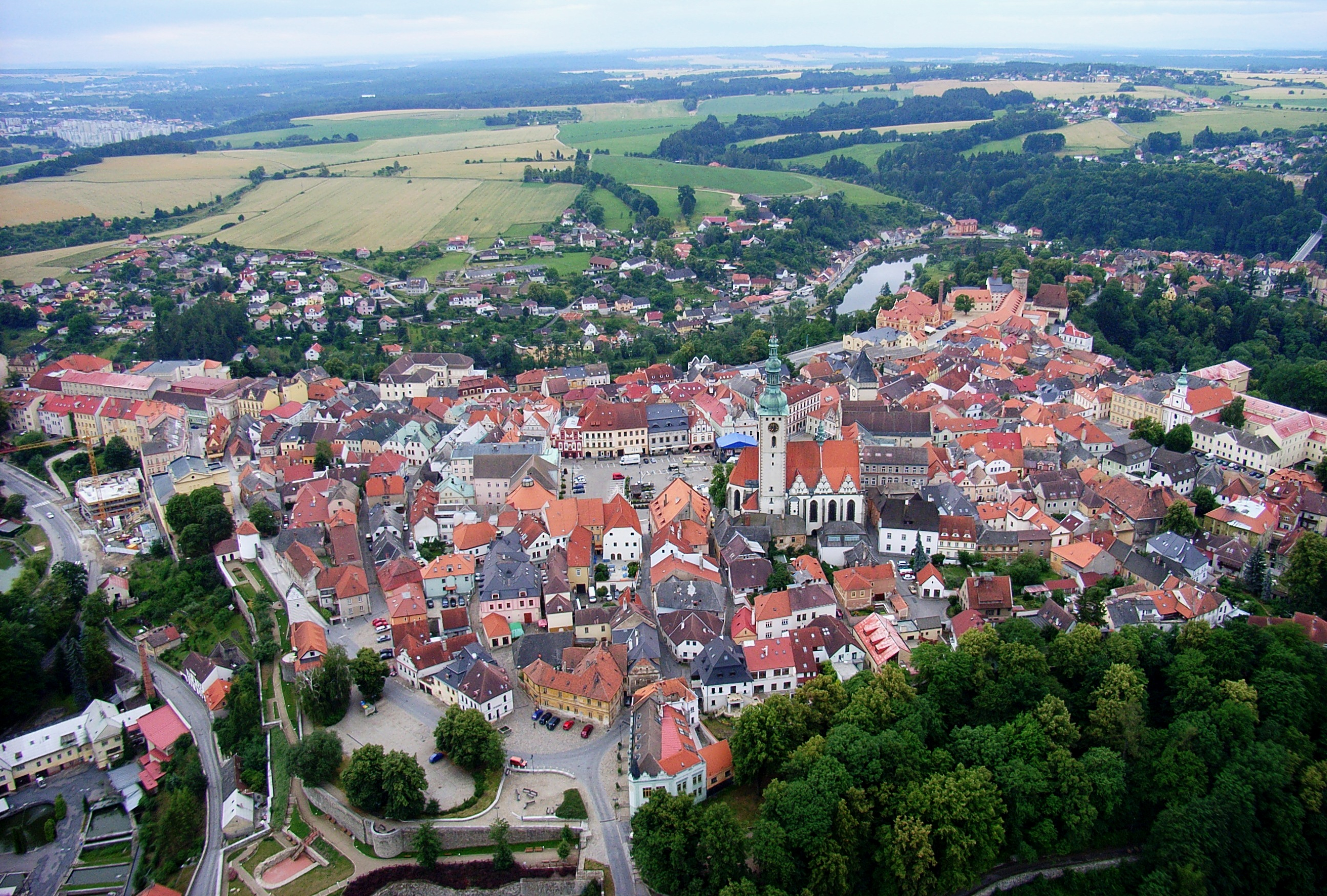
Vue de la vieille ville depuis le nord.

## Nom
Le nom de la ville signifie camp ou campement en tchèque. Les Hussites, profondément religieux, qui la nommèrent en établissant leurs quartiers généraux sur les ruines d'un château fort, ont également pu faire référence au mont Tabor de la Bible, puisqu'ils baptisèrent « Jourdain » la retenue d'eau sur la Lužnice qui en bordait les murailles.

## Histoire
Si la présence d'un oppidum celte sur le site reste hypothétique, la découverte de poteries de la civilisation de Hallstatt et de pièces de l'empereur Hadrien témoignent d'une présence humaine antique et de liens commerciaux étendus.
Au XIIIe siècle, le roi Otakar II Přemysl y fait édifier un château-fort (hradiště) nommé Kotnov. C'est en 1420 que commence réellement l'histoire de la ville de Tabor fondée par les Hussites, les disciples du réformateur religieux Jan Hus qui est brûlé pour cause d'hérésie sur le bûcher au concile de Constance, en 1415. Ils sont venus ici de Sezimovo Ústí et ont fondé leur propre communauté  sur le modèle du Christianisme primitif. La communion des Taborites se dissout après leur défaite à la bataille de Lipany, le 30 mai 1434, en faveur de l'utraquisme.
Les citoyens signent un traité avec l'empereur Sigismond, également roi de Bohême. Tábor devient ville royale en 1437. Elle est détruite par un incendie en 1532.
Aux XIIIe et XIVe siècles, elle est ville préfectorale, statut qu'elle perd au début du XXe siècle. À l'heure actuelle, Tábor est une destination touristique sur la route qui relie Prague à Český Krumlov.

## Population
Recensements (*) ou estimations de la population :
| 1869*  | 1880*  | 1890*  | 1900*  | 1910*  | 1921*  |
| ------ | ------ | ------ | ------ | ------ | ------ |
| 10 339 | 11 251 | 12 652 | 15 155 | 17 495 | 18 204 |

| 1930*  | 1950*  | 1961*  | 1970*  | 1980*  | 1991*  |
| ------ | ------ | ------ | ------ | ------ | ------ |
| 19 425 | 23 696 | 24 528 | 27 181 | 31 867 | 36 342 |

| 2001*  | 2011*  | 2016   | 2017   | 2018   | 2019   |
| ------ | ------ | ------ | ------ | ------ | ------ |
| 36 557 | 34 430 | 34 641 | 34 482 | 34 467 | 34 456 |

| 2020   | 2021*  | 2022   | 2023   | 2024   | 2025   |
| ------ | ------ | ------ | ------ | ------ | ------ |
| 34 277 | 33 360 | 33 410 | 34 301 | 34 370 | 34 356 |

## Administration

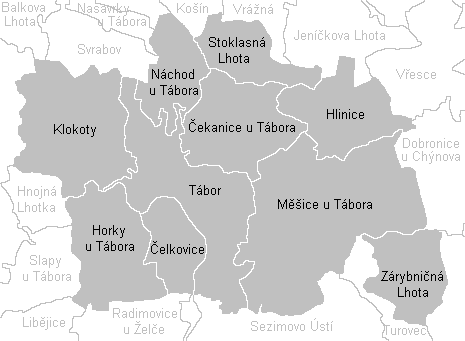
Plan cadastral de Tábor

La ville est composée de 15 quartiers:
- Čekanice
- Čelkovice
- Hlinice
- Horky
- Klokoty (où se trouve le monastère de Klokoty
- Měšice
- Náchod
- Smyslov
- Stoklasná Lhota
- Tábor
- Větrovy
- Všechov
- Zahrádka
- Záluží
- Zárybničná Lhota

## Personnalités
- Rosa Junck (1850-1929), espérantiste, est née à Tábor.
- Václav Tille (1867-1937), écrivain, y est né.
- Oskar Nedbal (1874-1930), compositeur, y est né.
- Josef Jindřich Šechtl (1877-1954), photographe, y est né.
- Helena Fuchsová (1965-2021), athlète, y est née.
- Petra Nesvacilová (1985-), actrice et réalisatrice, y est née.

## Jumelage
- Wels (Autriche) .
- Dole (France).